# Las corrientes del espacio
Las corrientes del espacio (título original en inglés: The Currents of Space) es una novela escrita en 1952 por el autor estadounidense de ciencia ficción Isaac Asimov. Es el segundo libro de la Serie del Imperio Galáctico Galáctico, que es parte del Universo de la Fundación. La Serie del Imperio Galáctico está ubicada en la época de la Segunda Oleada de Colonización, que avanzó más allá de los Mundos Espaciales, colonizando numerosos planetas de la Vía Láctea.

## Argumento
La historia ocurre durante el ascenso de Trántor desde ser una gran potencia regional hasta convertirse en un Imperio Galáctico, unificando millones de planetas. Esta historia ocurre alrededor del año 11.000 d. C. (inicialmente 34.500 d. C., según la cronología a principios de los años 1950), cuando el Imperio Trantoriano abarca aproximadamente la mitad de la Vía Láctea.
El planeta independiente Sark explota al planeta Florina y saca su gran riqueza procedente del kyrt, que es una fibra versátil que sólo puede ser cultivada en Florina. La relación entre los dos planetas es análoga a la situación entre las metrópolis imperiales y sus colonias a mediados del siglo XX, donde fuerzan a los florinianos a trabajar en campos de kyrt y son tratados como una raza inferior por los sarkitas. Los intentos de romper el monopolio de Sark y cultivar kyrt en otros planetas hasta ahora han culminado en fracaso. Mientras tanto, Trántor desea anexionar a su creciente Imperio estos 2 planetas. 
Hay una broma oculta o una ironía en el dominio de Sark sobre Florina: el paralelo claro con el Sur americano que cultivaba algodón con el trabajo de los esclavos. El floriniano es una de las personas de tez más clara en una galaxia donde las categorías raciales parecen haber sido olvidadas, excepto por la gente de Sark. Uno de los protagonistas del libro, el doctor Selim Junz, es nativo del planeta Libair, donde viven algunos de los individuos más morenos de la Vía Láctea y siente compasión por los florinianos (el planeta Libair toma su nombre de Liberia, un país en África, que explicaría una herencia genética de piel morena).
La posible destrucción de Florina es predicha por Rik, un analista del espacio, cuya mente ha sido manipulada por el dispositivo de la sonda psíquica, causándole amnesia. Cuando Rik comienza a recordar su pasado, provocó una crisis política entre Sark, Florina y Trántor. Rik, nativo de la Tierra, había descubierto que el sol de Florina está a punto de convertirse en una nova porque está siendo alimentado por el carbono del espacio exterior, en las denominadas así "corrientes del espacio", que actúan más bien como corrientes oceánicas.
También es revelado al fin y al cabo que la longitud de onda especial enérgica de luz que está siendo emitida por el sol de Florina es lo que permite el cultivo de alta calidad de la fibra kyrt en Florina. Esta es la explicación de porque el kyrt no puede ser cultivado en otros planetas -ya que las estrellas en el proceso de convertirse en novas son muy raras y sobre todo estrellas con planetas habitados-.
Sin Florina, Sark perdería su fuente de riqueza, por lo cual hay renuencia en Sark para aceptar la destrucción de Florina. La solución para Trántor es comprar el planeta entero, lo que resultaría ser muy costoso, pero probablemente sería reembolsado en buena voluntad.
Incluso aunque no se haya establecido aún el Imperio Galáctico, Trántor controla ya al planeta Tierra, que es en gran parte radioactivo, debido a los hechos relatados en Robots e Imperio. La idea de evacuar la Tierra es mencionada al final del libro, pero es fuertemente rechazada por Rik. Él insiste que la Tierra es el planeta original de la raza humana, aunque esto no sea generalmente aceptado.

## Exactitud científica
La idea de "las corrientes de espacio" que causan la explosión de estrellas (supernovas) es creativa, pero ha sido desacreditada profundamente por la ciencia en las décadas posteriores a la publicación de Las corrientes del espacio. Existen 2 tipos de fusión estelar, que implican la presencia de carbono como una especie de catalizador. Pero los procesos son un producto simple del tamaño de la estrella y la temperatura. Ahora se cree que las estrellas que probablemente puedan tener planetas habitables no pueden transformarse en novas, aunque estas estrellas se conviertan en gigantes rojas al final de su existencia. 